# 35326 Lucastrabla
35326 Lucastrabla è un asteroide della fascia principale. Scoperto nel 1997, presenta un'orbita caratterizzata da un semiasse maggiore pari a 3,1757081 UA e da un'eccentricità di 0,1291715, inclinata di 1,10815° rispetto all'eclittica.
L'asteroide è dedicato all'astronomo italiano Luca Pietro Strabla.